# Valkeajärvi (Övertorneå socken, Norrbotten, 738350-184677)
Valkeajärvi är en sjö i Övertorneå kommun i Norrbotten och ingår i Torneälvens huvudavrinningsområde.